# Riu sense retorn
Riu sense retorn (títol original en anglès River of No Return) és una pel·lícula estatunidenca dirigida per Otto Preminger i estrenada l'any 1954. Està doblada al català.

## Repartiment
- Robert Mitchum: Matt Calder
- Marilyn Monroe: Kay Weston
- Rory Calhoun: Harry Weston
- Tommy Rettig: Mark Calder
- Murvyn Vye: Dave Colby
- Douglas Spencer: Sam Benson
- Don Beddoe: Ben
- Will Wright